# 批評
批評（ひひょう、英語: critique、フランス語: critique）とは、ある事物の是非・善悪・美醜などを指摘して、その価値を判断し、論じることをいう。批判（ひはん）、評論ともいう。批評賞や批判賞はないが、評論賞というものはある。出版社においては「評論」が一般の呼び名である。
英語・フランス語の 「批評」critique という単語は、ギリシャ語の kritiki （κριτική，何らかのモノの価値についての「洞察ある判断」）の語に由来する。

## 文芸・美術・文化における「批評」
critique は、美学あるいは文学理論においても用いられる。そこでの critique とは、主に詩、絵画、遊びなどの「作品批評」を意味する。この場合、「批評」とはより幅を広く取って「ある作品の出来・品質・良し悪し（quality ）についてのあらゆる議論」を指すことになる。文芸批評には批評理論というものもある。

## 哲学における「批判」
哲学の分野ではしばしば「批判」ともいう。イマヌエル・カントが「人間の認識能力に関する限界や妥当性についての反省的な考察」という意味でKritik（独語）を用いた。この文脈においては、Kritikは「批評」ではなく「批判」という意味合いになる。しかし、Kritik（独）もcritique（英）も、それ自体は、日本語における「批評」と「批判」のどちらの意味合いも含んでいる。
さらに今日の哲学におけるcritique（批判・批評） という単語は、「概念（concept）・理論（theory）・研究の方法論や原理（discipline）、あるいはそれらを用いた具体的な分析手段（approach）などについての諸条件や因果関係に対して、体系的な問いを立てること」、「またそうした概念・理論・方法論・分析手段の限界や妥当性を理解しようと努めること」というような意味に拡張されている。
なお、このような現代的意味におけるcritical（批判的・批評的）なアプローチと対立する思考法を「ドグマ的アプローチ」、すなわち「独善的に決められた法則を、決して疑わないような思考法」と呼ぶ。

### 社会思想における批判理論
政治理論の文脈においては、カール・マルクスの唯物論を継承したフランクフルト学派の「批判理論」(critical theory）において、「批判」という意味合いでの critique の継承が見られる（ユルゲン・ハーバーマスなど）。また、ミシェル・フーコーやアラスデア・マッキンタイアの権力批判も、その手法は著しく異なるものの、社会批判（social critique）の文脈にある。

## 批判的思考
心理学、論理学、教育学などで批判的思考（クリティカル・シンキング）という概念があり、批判を用いた思考によって誤った推論や論理展開を避けるための解決などとして研究されている。

## 批評の魅力
心理学者のエドワード・デボノは「何かを批評する者は、批評される対象よりも偉く見える」と指摘し、それが批評の魅力であると述べた。